# Wiąz górski

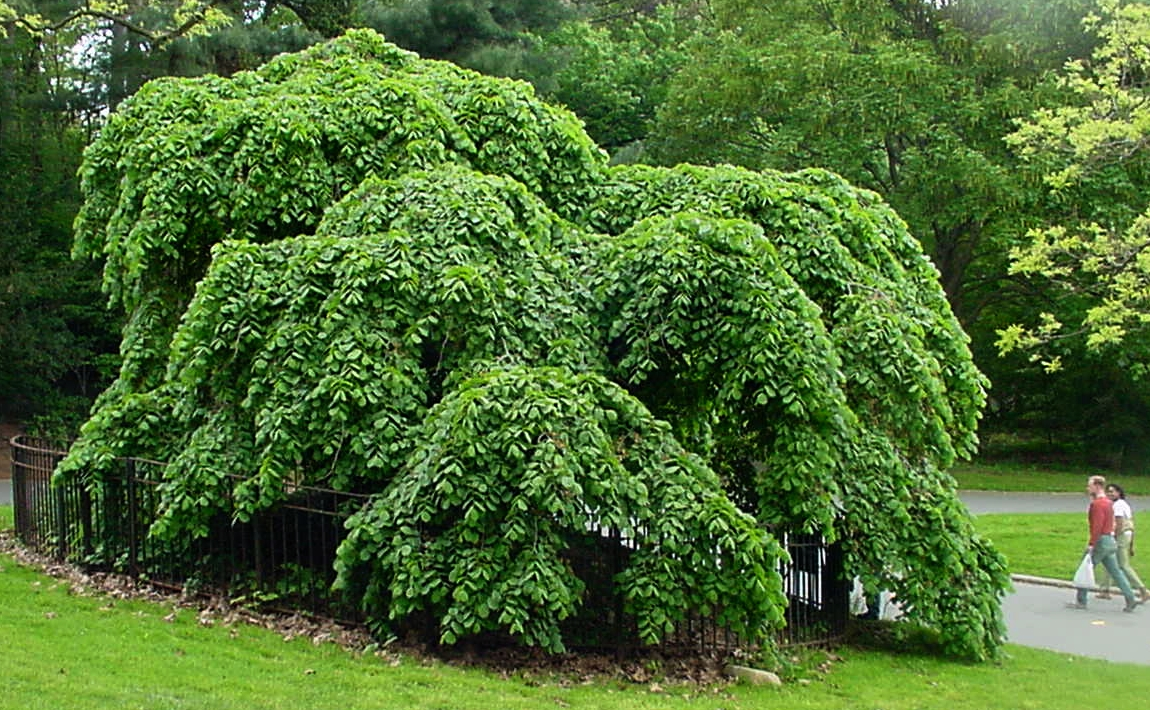
U. glabra 'Camperdownii'

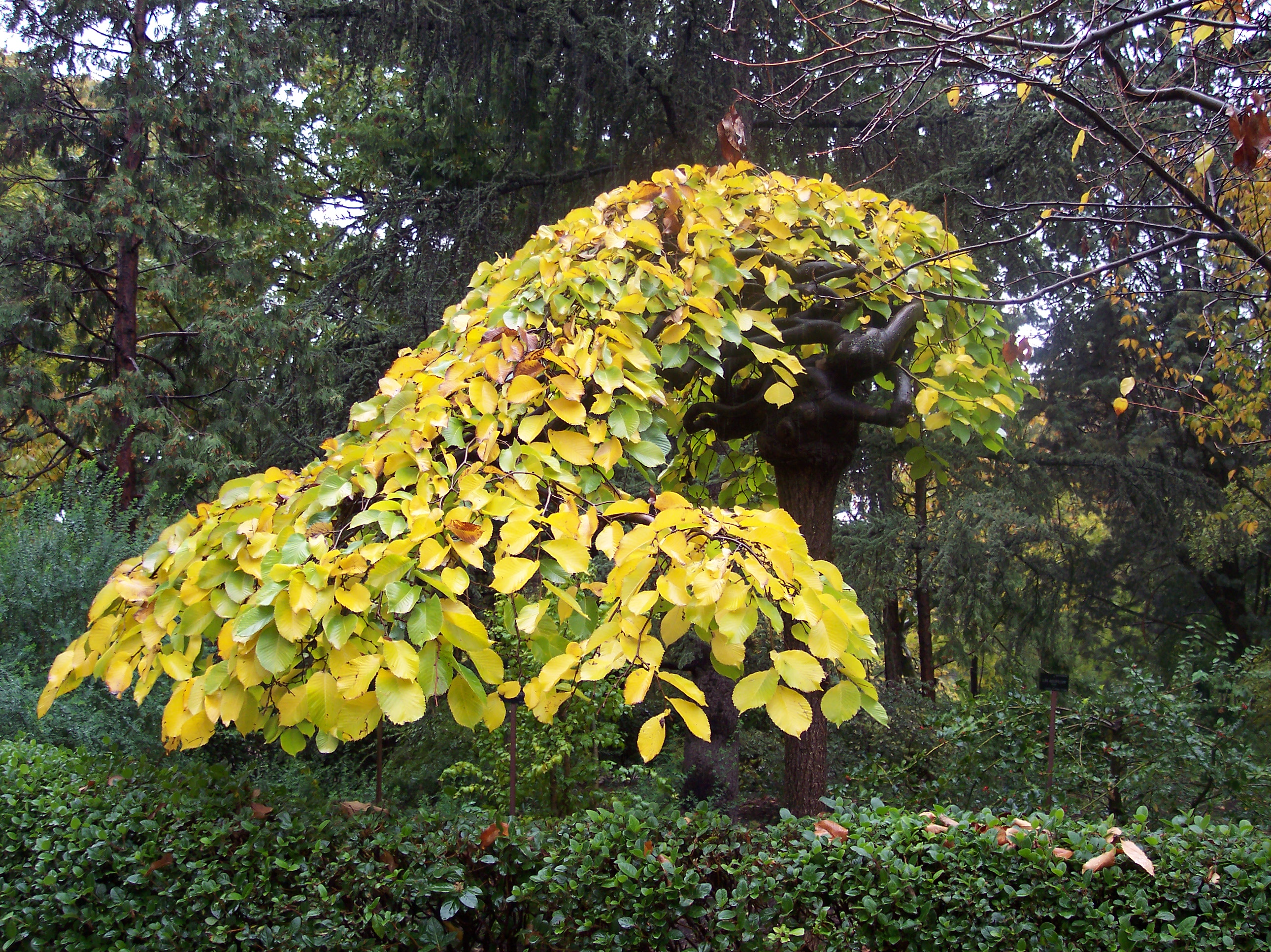
U. glabra 'Pendula'

Wiąz górski, w. szorstki, brzost (Ulmus glabra Huds.) – gatunek drzewa należący do rodziny wiązowatych (Ulmaceae). Jest gatunkiem pospolitym w całej Polsce. Występuje także na Bałkanach, Krymie, Kaukazie i w Azji Mniejszej.

## Morfologia
PokrójJest drzewem o wysokiej koronie, zrzucającym liście na zimę, jego wysokość dochodzi do 40 m.
PieńWidoczny prawie do środka korony, rozwidlony na liczne, grube i masywne, często skręcone konary. Kora gładka i równa, słabo podzielona bruzdami na płaty, matowoszara lub ciemnoszara.
DrewnoCiężkie, twarde, odporne na gnicie, jasnobrunatnej barwy.
LiścieUłożone skrętolegle, na krótkich, mocnych ogonkach, u nasady asymetryczne, z wierzchu szorstkie. Podwójnie piłkowane, z ząbkami skierowanymi ku przodowi. Mają około 10–16 cm długości. Z długim, smukłym wierzchołkiem. Charakterystyczna, asymetryczna podstawa blaszki.
KwiatyNiepozorne. Wiąz kwitnie na długo przed rozwojem liści i w drugiej połowie marca sprawia wrażenie ulistnionego drzewa.
OwoceOrzeszki do 2 cm szerokości, dojrzewające na początku czerwca, otoczone błonkowatymi skrzydełkami. Dojrzałe nasiona są zdolne do kiełkowania tylko przez kilka dni.

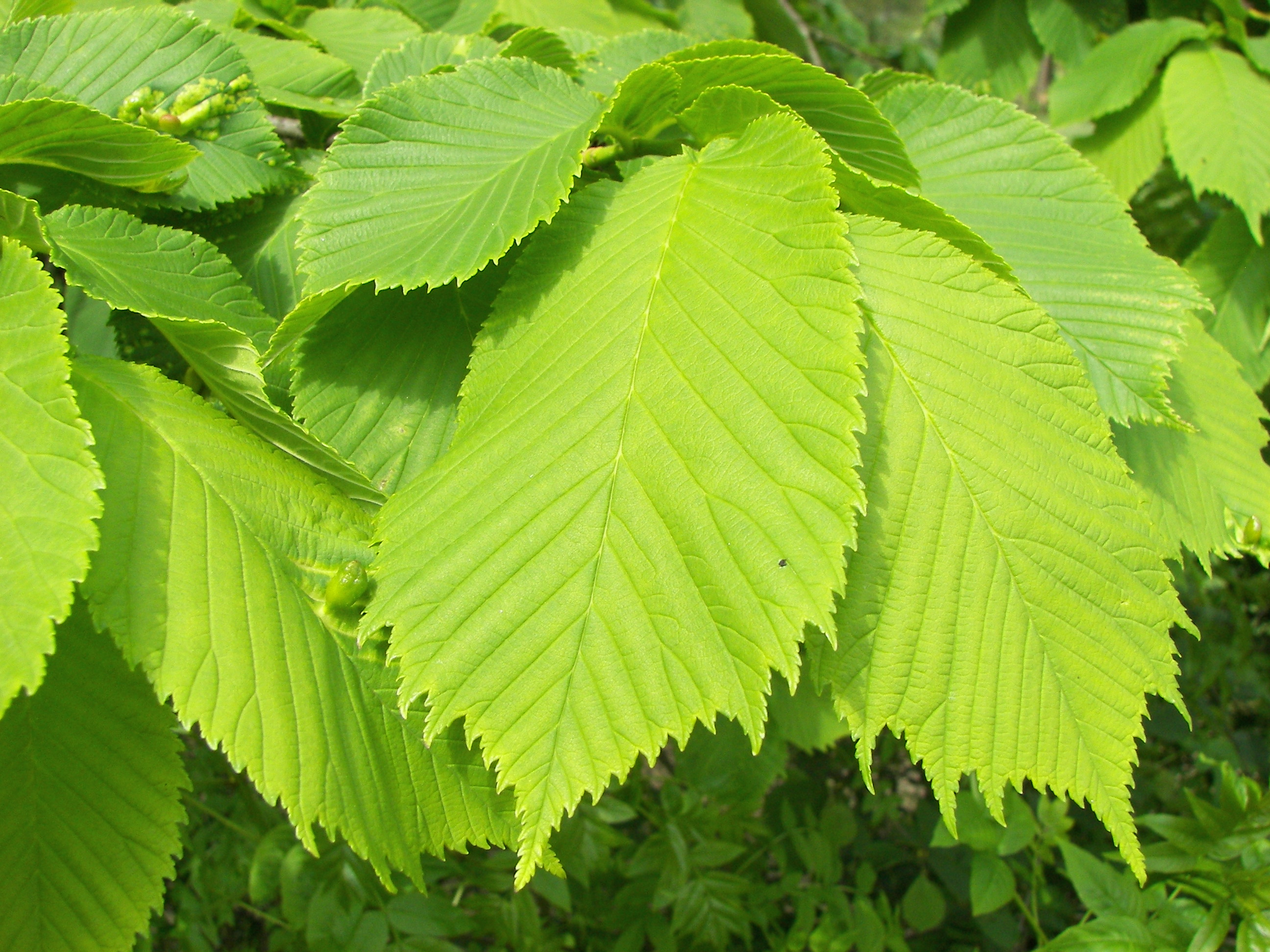
Liście
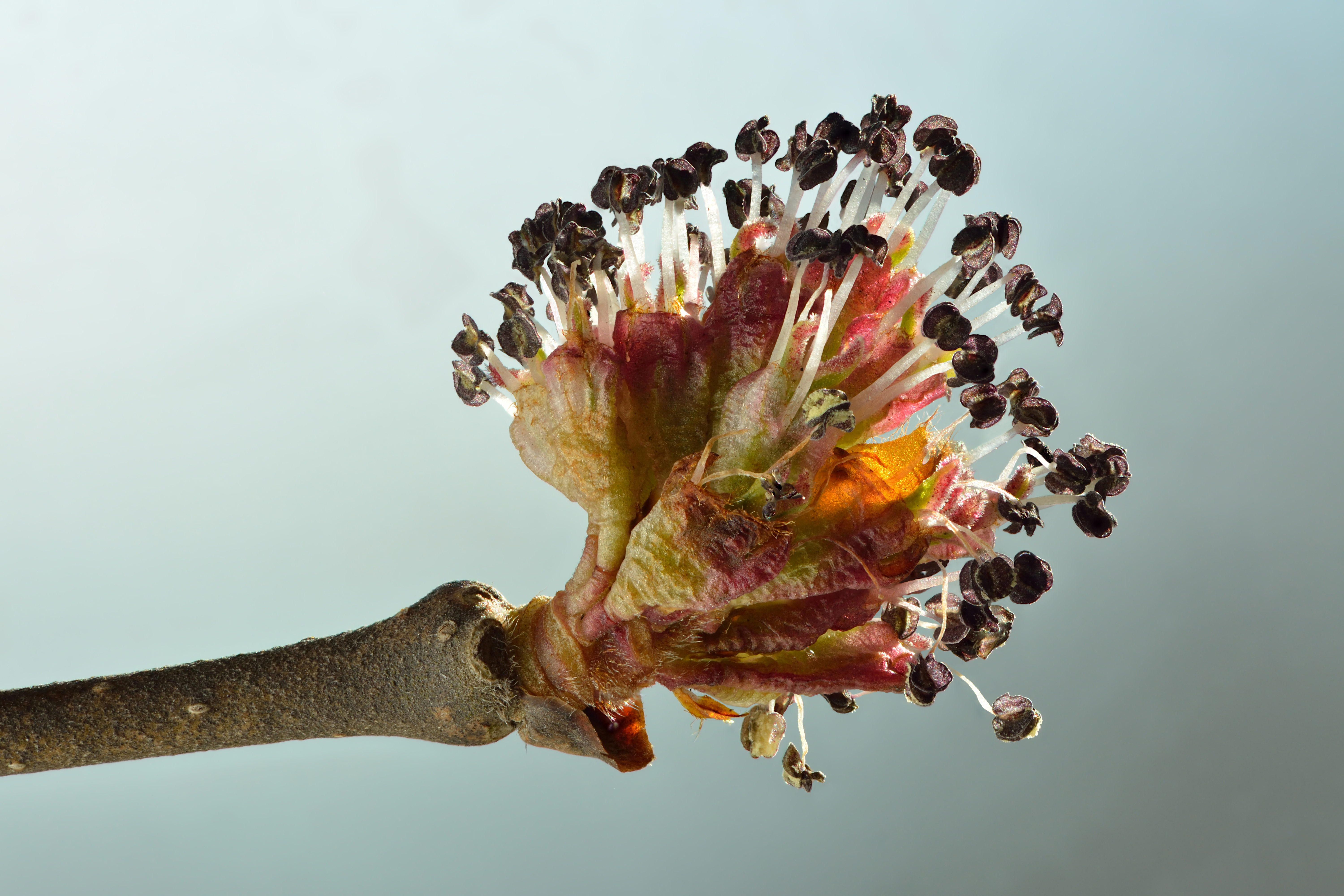
Kwiaty
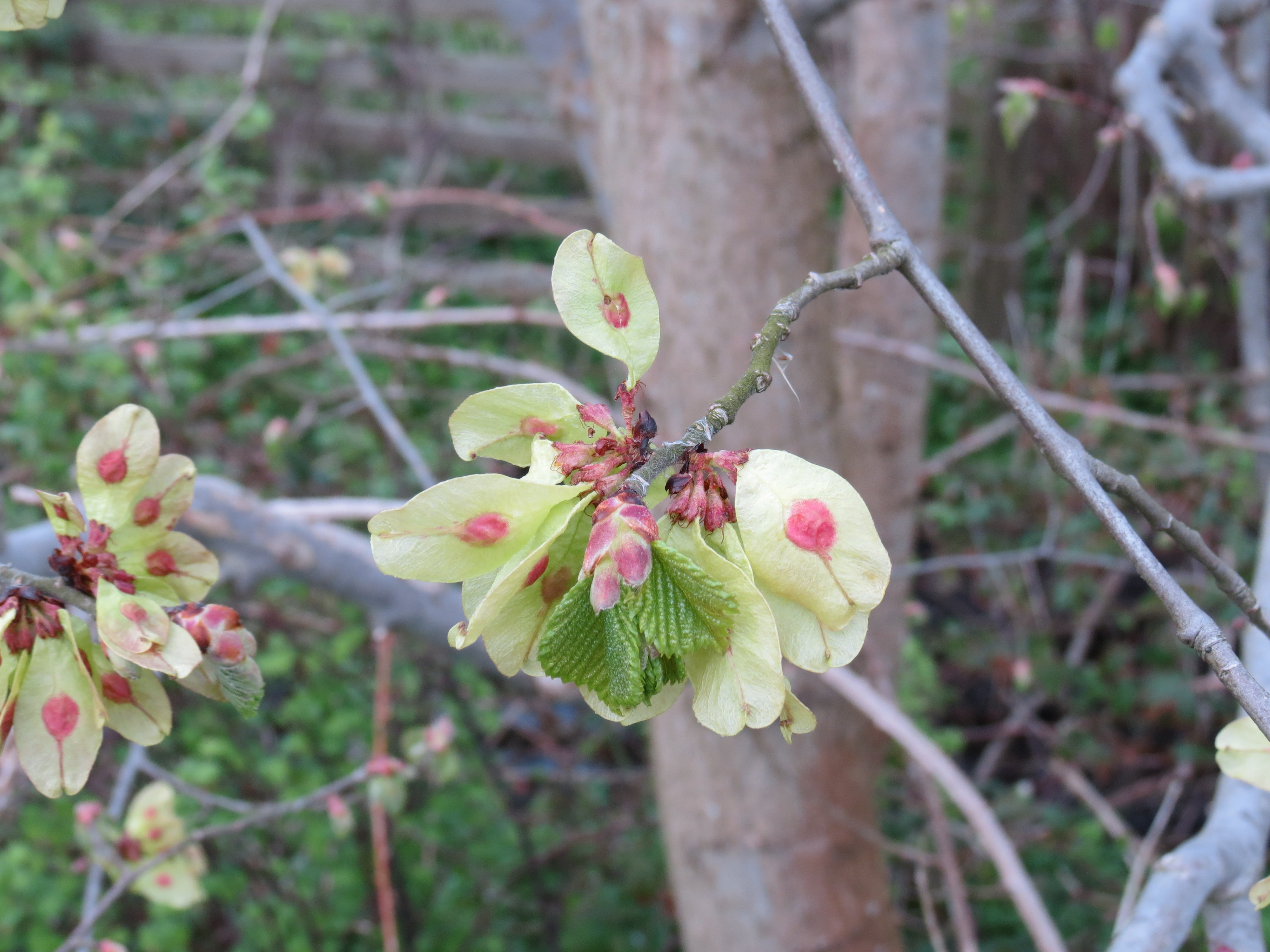
Owoce

## Biologia i ekologia
Najczęściej występuje na wyżynach i górach, nawet do wysokości 1200 m n.p.m.; ponadto na cienistych stokach i w wąwozach, rzadziej na nizinach. W klasyfikacji zbiorowisk roślinnych gatunek charakterystyczny dla All. Tilio platyphylli-Acerion pseudoplatani. Gatunek ten jest rośliną żywicielską (podobnie jak inni przedstawiciele rodzaju wiąz) gąsienic motyla ogończyka wiązowca. Wiązy górskie mogą być dość stare i liczyć sobie nawet 400 lat, przy trzymetrowej pierśnicy.

## Zagrożenia
Dawniej pospolity wiąz górski staje się coraz rzadszy i jest poważnie zagrożony. Przyczyną jest infekcja grzybowa przenoszona przez owada ogłodka wiązowca. Grzyb ten atakuje wiązki naczyniowe w drewnie, wywołując chorobę zwaną holenderską chorobą wiązu, która powoduje w krótkim czasie obumarcie drzewa. Choroba ta atakuje wszystkie gatunki wiązów i nie można jej zwalczyć chemicznie.

## Zastosowanie
- Jako drzewo ozdobne często sadzony w parkach i ogrodach. Oprócz typowej formy uprawiane są odmiany ozdobne (kultywary).
- Drewno wiązów jest powszechnie używane w meblarstwie. Jest to drewno ciężkie i twarde, o jasnożółtej bieli i brunatnej twardzieli. Ma wyraźne, pofalowane słoje i jest odporne na gnicie.

## Zmienność
Wybrane odmiany uprawne
- 'Camperdownii': Korona parasolowata z wszystkimi gałęziami silnie przewisającymi, opadającymi do ziemi. Popularnie nazywana "płaczącym wiązem". W ogrodnictwie szczepi się gałązki (zrazy) na pniu kilkuletnich siewek gatunku.
- 'Pendula': Konary boczne szeroko rozpostarte, tylko na końcach przewisające. Rozmnażana wegetatywnie tworzy większe drzewa niż poprzednia odmiana.

## Okazy pomnikowe
Najokazalsze niegdyś osobniki nie przetrwały holenderskiej choroby wiązów, to między innymi okaz z Iwli w powiecie krośnieńskim, zwany Beskidnikiem, który osiągnął ponad 620 cm obwodu oraz około 40 m wysokości. Obecnie najokazalszy jest wiąz z Suchej Beskidzkiej, mający w 2016 r. 270 lat – to Brzost Sobieskiego, o obwodzie 528 cm (w 2014 r.).